# Fairey Spearfish
Fairey Spearfish – brytyjski samolot torpedowy z końca II wojny światowej. Był to największy samolot używany na lotniskowcach przez Siły Powietrzne Marynarki Wojennej Wielkiej Brytanii. Wyprodukowano zaledwie 5 maszyn.

## Historia
Spearfish został zaprojektowany przez wytwórnię Fairey Aviation zgodnie z zaleceniami Ministerstwa Sił Powietrznych. Do budowy samolotu wykorzystano doświadczenia z niepowodzeń jakie wniknęły przy pracy z samolotem Fairey Barracuda. Spearfish miał o wiele silniejszy silnik (2585 KM – Bristol Centaurus-57 oraz posiadał radar do zwalczania okrętów podwodnych (w Barracudzie były problemy ze stabilnością pracy z radarem). Komplikacje z budową nowego silnika doprowadziły do opóźnień w lotach pierwszego prototypu. Oblot odbył się 5 lipca 1945 roku. Wojna na Pacyfiku dobiegała końca więc prace nad projektem zostały zaniechane po wybudowaniu zaledwie 5 maszyn.

## Literatura
- Taylor H.A., Fairey aircraft since 1915, Putnam 1974